# 덕흥항
덕흥항은 전라남도 고흥군 동일면 덕흥리에 위치한 어항이다. 1992년 10월 30일 지방어항으로 지정하여 관리하고 있다. 시설관리자는 고흥군수이다.

## 어항 연혁
옛날 마을앞 해변에 제방을 쌓다하여 방죽금이라고 하였다고 하나 이 방죽은 천연적인 자연의 힘에 의한 것으로 현재 성천 해수욕장이 위치한 곳이다. 원명은 방죽금이나 후일 건국과 동시 행정리 편재 등록시 덕흥리라는 산새나 지형을 이용 마을명을 개명하여 현재에 이르고 있다.

## 어항 구역
본 항의 어항구역은 다음과 같다.
- 수역: 덕흥리 686번지 앞쪽에 위치한 공유수면

## 어항 시설
- 선착장 89m, 물양장 75m

## 주요 어종
- 새우, 양태, 바지락